# Terminales
Terminales é uma série mexicana protagonizada por Alfonso Herrera. A primeira temporada estreou em 17 de setembro de 2008 pelo sinal de pagamento  Unicable  e depois na televisão aberta em 22 de setembro de 2008 por Canal 5 da Televisa, na Venezuela estreou em 28 de fevereiro de 2010 pelo sinal Televen, a primeira temporada foi lançada com o slogan "Nada a perder tudo para viver" e teve ações de Aarón Díaz e o cantor Juanes.

## Enredo
Abril Márquez é um publicitário que tem tudo pela frente: ela conseguiu o emprego dos seus sonhos em uma revista de moda popular, e o amor parece sorrir para ela com o galã mais desejado da editora onde trabalha. Sua vida parece ser um conto de fadas perfeito, mas rapidamente se torna uma dura realidade quando ele é diagnosticado com leucemia.

## Elenco
- Ana Claudia Talancón - Abril Márquez
- Alfonso Herrera - Leonardo Carral
- Andrés Almeida - Daniel Gómez
- Elizabeth Guindi - Sara Díaz
- Geraldine Galván - Brenda Ruiz
- Humberto Busto - Elías Ruíz
- Opi Domínguez - Roxana Estrada
- Danny Perea - Raquel Valenzuela
- Isela Vega - Emma Díaz
- Damayanti Quintanar - Karina
- Mariana Peñalba - Vanessa Herrera
- Mauricio Isaac - Mike
- Carlos Aragón - Jorge Márquez

### Participações especiais
- Greta Cervantes - Marisol
- Arturo Barba - Enrique
- Natalia Córdoba - Rita
- Raúl Sebastian - Diego
- Antonio de la Vega - Fernando Márquez
- Juanes - Juanes
- Aarón Díaz - Sebastián
- Ludwika Paleta - Ceci Millet